# Yvonne Levering
Yvonne Levering (Schaarbeek, 26 september 1905  – Brussel (stad), 1 mei 2006) was een Belgische pianiste, contra-alt en mezzosopraan.

## Leven en werk
Vanaf de leeftijd van zes jaar begon Levering piano te spelen. Enkele jaren later kreeg ze les in notenleer en zang van haar tante Maria Levering (1868-1934) die als zangeres verbonden was aan de Vlaamse Opera in Antwerpen. Na een auditie bij de alt en lerares Jeanne Flament (1872-1956) werd ze toegelaten tot het Koninklijk Conservatorium van Brussel. Zij volgde er een algemene muziekopleiding en behaalde onderscheidingen in notenleer (1922), piano (1926), kamermuziek (1928) en samenzang (1928), de virtuositeit kamermuziek (1930), de Eerste Prijs zang (1934) en de Tweede Prijs lyrische kunst (1936).
Levering begon haar carrière als pianiste en gaf recitals in Brussel, Antwerpen, Luik, Bergen en Gent maar al spoedig maakte ze, aangemoedigd door Flament en Joseph Jongen, de directeur van het Conservatorium, haar debuut als lyrisch zangeres. De eerste jaren was ze een contra-alt maar het bekendst werd ze als mezzosopraan.
Zij was gedurende 26 jaar verbonden aan de Belgische nationale radio-omroep, het NIR, waar ze zong als soliste. In 1952 zong ze in de Koninklijke Muntschouwburg in het stuk Jeanne d'Arc au bûcher van Arthur Honegger waar ze de rol van Sint-Catharina vertolkte. Twee jaar later stond ze in het Paleis voor Schone Kunsten en zong ze in L'Enfant et les sortilèges van Maurice Ravel.
Haar repertoire was zeer uitgebreid: van barokmuziek over oratoria in het klassiek Italiaanse, Engelse, Franse en Duitse repertoire tot de eigentijdse composities van Belgische en Franse componisten zoals Jean Absil, René Bernier, Gaston Brenta, Ernest Chausson, Claude Debussy, Henri Duparc, Gabriel Fauré, Arthur Honegger, Jacques Ibert, Vincent d'Indy, Charles Koechlin, Darius Milhaud, Francis Poulenc, Maurice Ravel en vele anderen. Zij zong eveneens een aantal mezzosopraanrollen uit opera's zoals Orfeo uit Orfeo ed Euridice van Christoph Willibald Gluck, Carmen uit de gelijknamige opera van Georges Bizet, Charlotte uit Werther van Jules Massenet en Azucena uit Il trovatore van Giuseppe Verdi.
Zij gaf tevens les in piano en notenleer aan de kunstacademies van Elsene en Sint-Joost-ten-Node. 
Levering stierf ruim zeven maanden na haar honderdste verjaardag. Zij was ridder in de Orde van Leopold II en werd bekroond met de Prix Thorlet van de Académie française.